# Otto Reinhold Jacobi

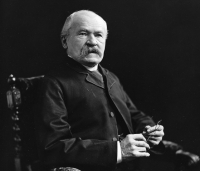
Otto Reinhold Jacobi

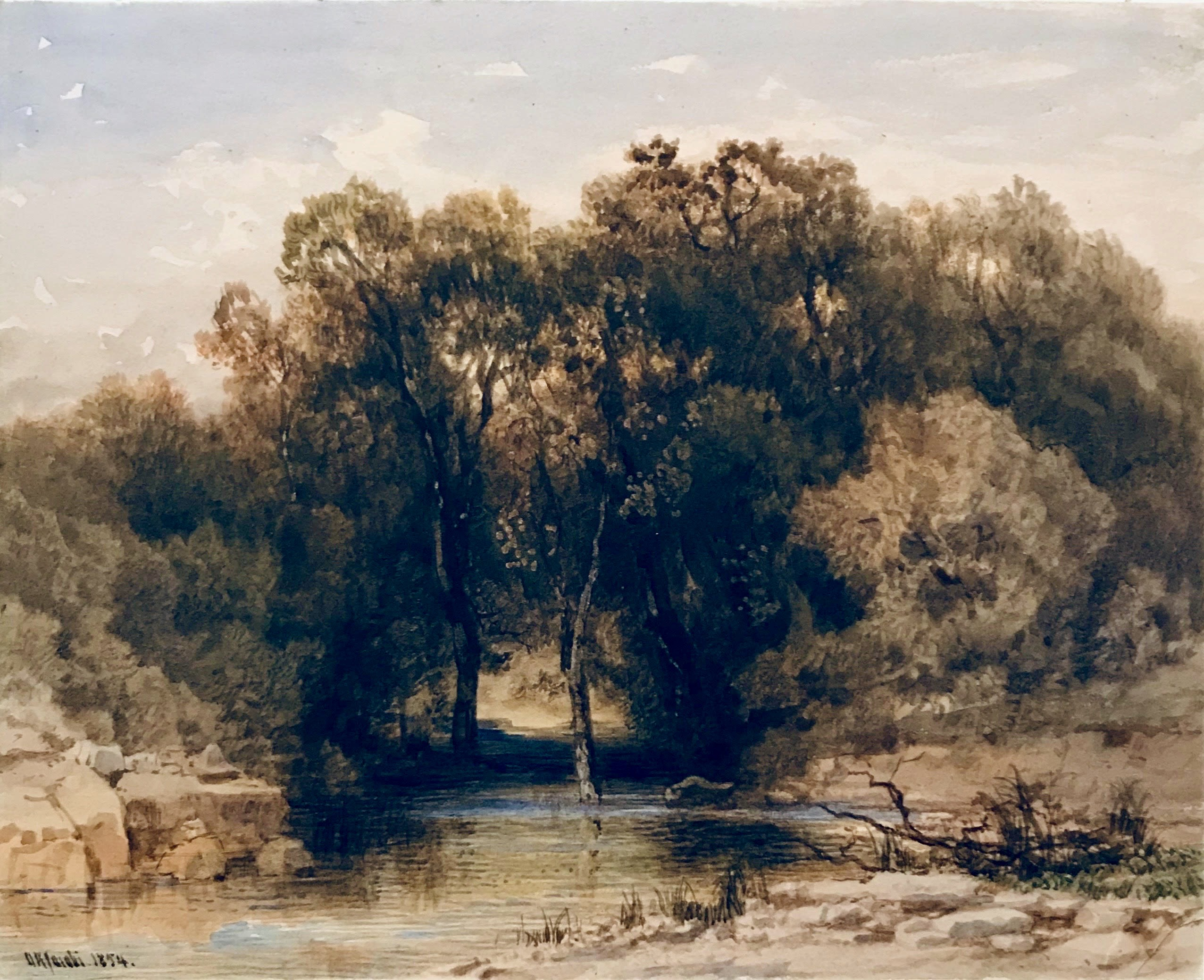
Der spiegelnde Bach, 1854, Aquarell auf Karton, 20 × 24,8 cm, Privatsammlung Wiesbaden

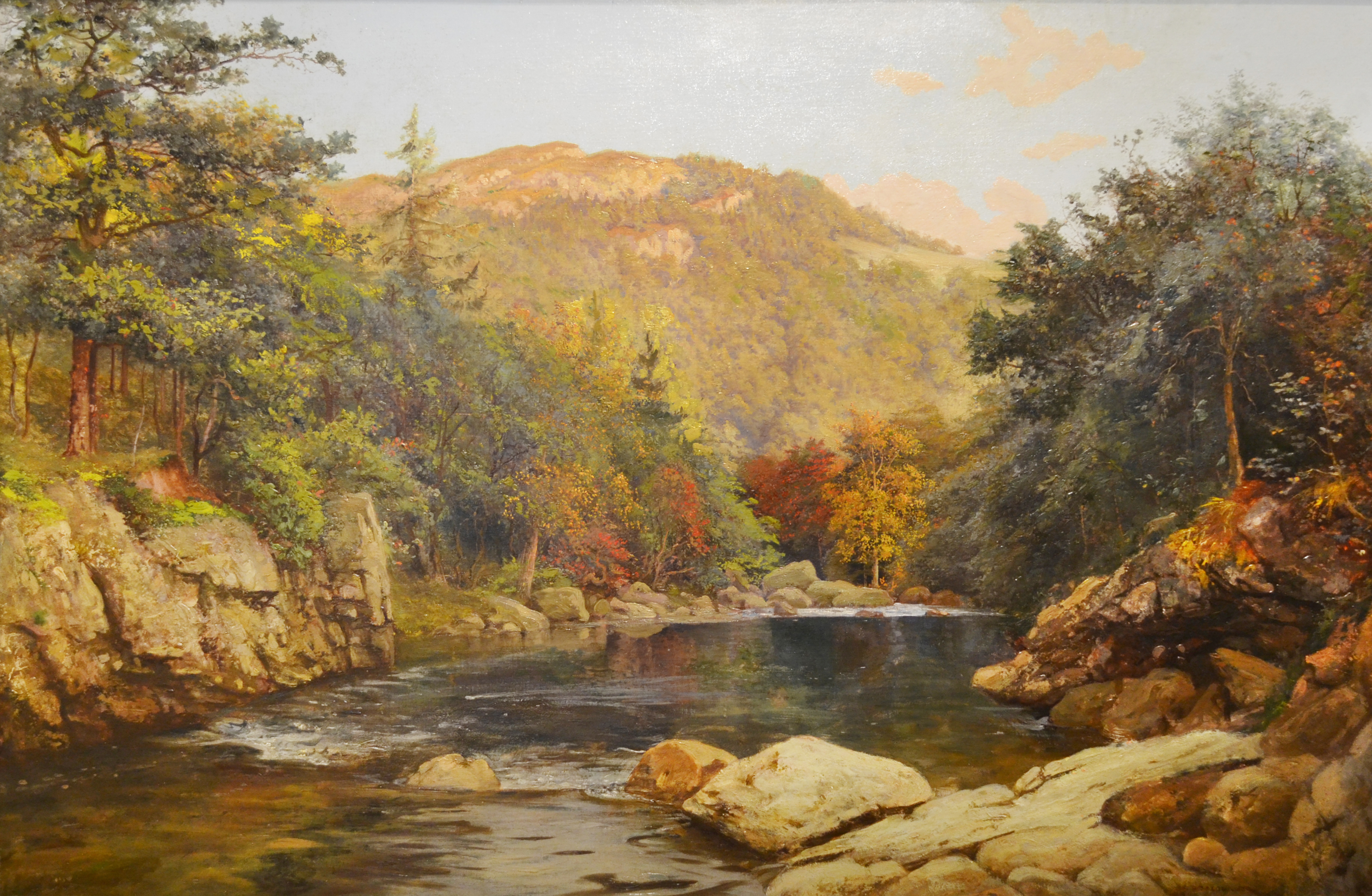
Kanadischer Herbst, 1870

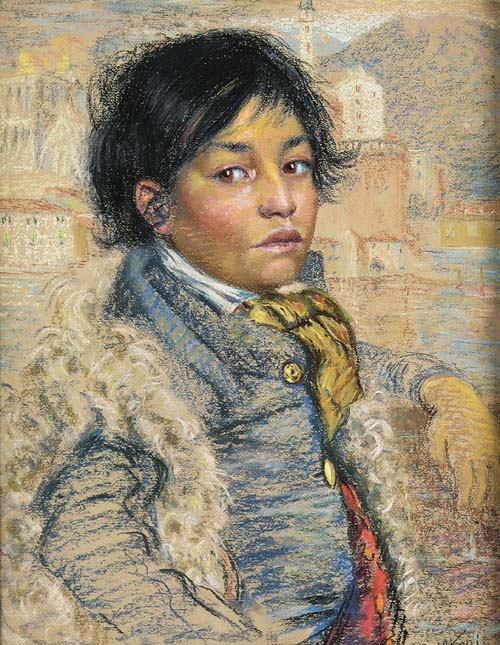
Indianerjunge vor kanadischer Ortschaft

Otto Reinhold Jacobi (* 1812 in Königsberg; † 1901 in Ardoch, North Dakota, USA) war ein deutscher Maler.
Jacobi studierte ab 1830 in Berlin an der Königlichen Akademie der Künste. Anschließend begab er sich an die Düsseldorfer Kunstakademie zu Johann Wilhelm Schirmer. In Düsseldorf trat er mit Landschaften aus dem Hunsrück, der Eifel und dem Ruhrtal in Erscheinung.
Als Landschafts- und Genremaler machte er in Nassau und Kanada Karriere. 1837 wurde er von der Herzogin von Nassau zum Hofmaler nach Wiesbaden berufen. In jenen Jahren erteilte auch Jacobi dem jungen Ludwig Knaus ersten Unterricht in der Ölmalerei und empfahl ihm ein Studium bei Karl Ferdinand Sohn an der Düsseldorfer Akademie.
Bis 1860 arbeitete er in Wiesbaden und wanderte noch im gleichen Jahr nach Kanada aus, wo er sich in Montreal niederließ. Zur dortigen Künstlerschaft fand er schnell Kontakt. Für kurze Zeit war er Lehrer am Ontario College of Art & Design, der größten und ältesten Universität für Kunst und Design Kanadas. Im Laufe der Jahre wurde er einer der erfolgreichsten Maler des 19. Jahrhunderts in Kanada. Seine Werke stellte er jährlich bei der Art Association of Montreal und der 1880 gegründeten Royal Canadian Academy of Arts aus, deren Präsident er 1890 wurde.

## Illustrationen (Auswahl)
- In: Reinick, Robert. Lieder eines Malers mit Randzeichnungen seiner Freunde. – zwischen 1836 und 1852.
  - Lieder eines Malers mit Randzeichnungen seiner Freunde. – Düsseldorf: Schulgen-Bettendorff, 1838, farbige Mappen-Ausgabe. Digitalisierte Ausgabe der Universitäts- und Landesbibliothek Düsseldorf
  - Lieder eines Malers mit Randzeichnungen seiner Freunde. – Düsseldorf: Schulgen-Bettendorff, 1838. Digitalisierte Ausgabe der Universitäts- und Landesbibliothek Düsseldorf
  - Lieder eines Malers mit Randzeichnungen seiner Freunde. – Düsseldorf : Buddeus, zw. 1839 und 1846. Digitalisierte Ausgabe der Universitäts- und Landesbibliothek Düsseldorf
  - Lieder eines Malers mit Randzeichnungen seiner Freunde. – Leipzig : Vogel, ca. 1852. Digitalisierte Ausgabe der Universitäts- und Landesbibliothek Düsseldorf